# Ameerega pongoensis
Ameerega pongoensis är en groddjursart som först beskrevs av Schulte 1999.  Ameerega pongoensis ingår i släktet Ameerega och familjen pilgiftsgrodor. IUCN kategoriserar arten globalt som otillräckligt studerad. Inga underarter finns listade i Catalogue of Life.